# Pseudonapomyza bifida
Pseudonapomyza bifida este o specie de muște din genul Pseudonapomyza, familia Agromyzidae, descrisă de Zlobin în anul 2002.
Este endemică în Uzbekistan. Conform Catalogue of Life specia Pseudonapomyza bifida nu are subspecii cunoscute.